# Simulium garniense
Simulium garniense är en tvåvingeart som först beskrevs av Rubtsov 1955.  Simulium garniense ingår i släktet Simulium och familjen knott. Inga underarter finns listade i Catalogue of Life.